# Martin Schneider
Martin Schneider (Schweinfurt, 24 novembre 1968) è un ex calciatore tedesco, di ruolo centrocampista.
Centrocampista, vanta 379 presenze e 10 gol in Bundesliga oltre a 8 presenze e un gol nella Nazionale Under-21 della Germania Ovest.

## Carriera
Schneider iniziò la sua carriera nelle giovanili del DJK Schweinfurt per poi passare al Bayern Monaco. L'esordio in Bundesliga lo fece però con la maglia del Norimberga il 31 luglio 1987 contro il Bayer 05 Uerdingen. Dopo 3 stagioni con i rossoneri passò al Borussia Mönchengladbach, dove rimarrà per quasi 10 anni collezionando 266 presenze e vincendo una Coppa di Germania nel 1995. Nel 1999 Passò poi al Duisburg, dove rimase per una stagione prima di scendere in Zweite Bundesliga per giocare nella squadra della sua città natale, lo Schweinfurt 05. Chiuse la carriera da giocatore nel 2002 nelle serie minori con la maglia del TSV 1877 Gerbrunn.

## Palmarès

### Club

#### Competizioni nazionali
- Campionato tedesco: 1

Bayern Monaco: 1986-1987
- Coppa di Germania: 1

Borussia Mönchengladbach: 1994-1995